# Anton Kreuzig
Anton Kreuzig (18. září 1828 Šmídeberk – 28. dubna 1905 Vídeň) byl rakouský politik německé národnosti, v 2. polovině 19. století poslanec Říšské rady z Dolních Rakous.

## Biografie
Narodil se v krušnohorském Šmídeberku. V roce 1852 se přestěhoval do Vídně, kde se etabloval jako dámský krejčí. Od konce 70. let 19. století byl i politicky aktivní. Zapojil se do malé ale ve vídeňských poměrech vlivné skupiny Klub demokratů a náležel mezi její hlavní postavy. Zasedal ve vídeňské obecní radě, kam byl poprvé zvolen roku 1874. Od roku 1871 do roku 1877 byl rovněž členem vídeňské obchodní komory.
Působil jako poslanec Říšské rady (celostátního parlamentu Předlitavska), kam usedl ve volbách roku 1885 za kurii městskou v Dolních Rakousích, obvod Vídeň, VII. okres. Ve volebním období 1885–1891 se uvádí jako Anton Kreuzig, krejčí, bytem Vídeň.
Na Říšské radě se po volbách roku 1885 uvádí jako člen poslaneckého Klubu demokratů. V roce 1890 se uvádí jako poslanec bez klubové příslušnosti.
Jeho manželka zemřela v březnu 1903. V té době se Kreuzig uvádí jako předseda Demokratického spolku v Neubau. Od roku 1896 do roku 1905 byl předsedou spolku pro provoz mateřské školy v Neubau.
Zemřel v dubnu 1905 ve věku 77 let v zemském blázinci ve Vídni, kam musel být převezen na velikonoční pondělí. Trpěl těžkou duševní nemocí.